# Mária Kupčoková
Mária Kupčoková (27. dubna 1879 Brezno – 1. listopadu 1941 Banská Štiavnica) byla slovenská spisovatelka a překladatelka. Tvořila pod pseudonymy: Cipuška, Julo Klíček, Miro Krasinský, Iva Tŕn, Všadebol.
Lidovou školu navštěvovala v Brezně, v letech 1891–1893 absolvovala klášterní školu v Banské Bystrici. V letech 1901–1905 žila v Praze, kde v spolku Detvan navázala styky s Ivanem Kraskem, Ľudmilou Groeblovou aj. V letech 1905–1924 působila v Budapešti, v Pukanci, v Novém Sadu, v Kisači a v Bátovcích, od roku 1924 natrvalo v Banské Štiavnici, kde se začala věnovat i literární tvorbě. Psala články, úvahy, besednice a humoresky, v nichž bojovala za kulturní obohacování slovenských žen, zazníval v nich národní a sociální podtext a emancipační postoje autorky. V důsledku nepříznivých kritik přestala Mária Kupčoková tvořit a až na naléhání Svetozára Hurbana Vajanského a Ľudmily Podjavorinské se k tvorbě opět vrátila. Publikovala v Dennici, Dolnozemském Slovákovi, Národních novinách. V rukopise zanechala práci o Marii Geržové, tak román z dějin Banské Štiavnice Dve jašterice štôlne Svätej Trojice. Překládala ze srbštiny, účinkovala v ochotnických divadlech a kulturních spolcích Slovenská liga, nebo Živena. Byla také předsedkyní MO MS v Banské Štiavnici.